# Turrell Wylie

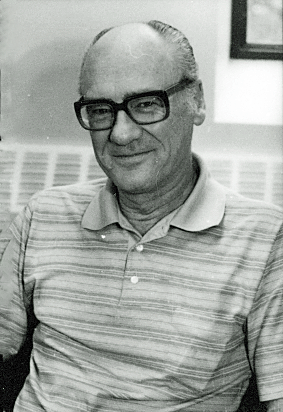
Turrell V. „Terry” Wylie

Turrell Verl Wylie (ur. 1927, zm. 25 sierpnia 1984) – amerykański tybetolog. Profesor z Uniwersytetu Waszyngtońskiego i pierwszy jego dziekan Departamentu Studiów Języków i Literatury Azjatyckiej. Twórca stosowanej obecnie transliteracji języka tybetańskiego, zwanej transliteracją Wyliego. Umożliwia ona dokładne i łatwe zapisanie znaków tybetańskich standardową klawiaturą.
Turrell Wylie umarł w wyniku choroby nowotworowej w sierpniu 1984 roku. Po śmierci Dalajlama XIV w uznaniu jego zasług oświadczył: 

Dr. Wylie z powodu swoich wielkich i prawdziwych uczuć dla Tybetańczyków i Sprawy Tybetańskiej będzie na długo głęboko poważany. Na skutek śmierci dr. Wyliego straciliśmy bardzo bliskiego przyjaciela i uznanego uczonego studiów związanych z Tybetem.